# Bücker Bü 131
Il Bücker Bü 131 Jungmann (Giovane uomo in lingua tedesca) era un biplano monomotore biposto da addestramento basico prodotto dall'azienda tedesca dalla Bücker Flugzeugbau GmbH negli anni trenta ed utilizzato durante il periodo prebellico nelle scuole di volo della Luftwaffe.

## Storia del progetto
Il Bü 131 era dotato di una fusoliera ad abitacoli aperti posizionati in tandem, realizzata in tubi di acciaio saldati e rivestita in metallo e tela, e che terminava in un piano di coda dall'impennaggio monoderiva. Le ali erano moderatamente a freccia, a scalamento positivo con l'inferiore leggermente spostata verso la parte posteriore. Queste erano realizzate con longheroni e centine in legno e ricoperte da fogli di compensato e tela. Il carrello d'atterraggio era fisso e dotato posteriormente di un ruotino d'appoggio.
Il Bü 131 venne costruito su licenza in Giappone per equipaggiare le scuole di volo sia dell'esercito che della marina, e dalla CASA per l'Ejército del Aire, quest'ultima lasciandolo in produzione fino agli anni sessanta.
Dallo Jungmann verrà successivamente sviluppato un altro modello da addestramento, il Bü 133 Jungmeister

## Versioni
Bü 131 A
prima versione realizzata, dotata del motore Hirth HM 60 R2 da 80 CV (59 kW)
Bü 131 B
versione migliorata, dotata del più potente motore Hirth HM 504A-2 da 105 CV (77 kW)
Bü 131 C
versione sperimentale dotata di un motore Cirrus Minor da 90 hp (67 kW). Un solo esemplare realizzato
Bü 131 D

### Versioni prodotte su licenza
Cecoslovacchia
- Tatra T-131 - produzione Tatra di Kopřivnice.
- Aero C-104 - produzione Aero del dopoguerra dotata di motorizzazione Walter Minor 4-III, 260 esemplari.

 Giappone
- Kokusai Ki-86 (Esercito imperiale giapponese)
- Kyūshū K9W (Marina imperiale giapponese)

 Spagna
- CASA 1.131 Jungmann

## Utilizzatori
Bulgaria

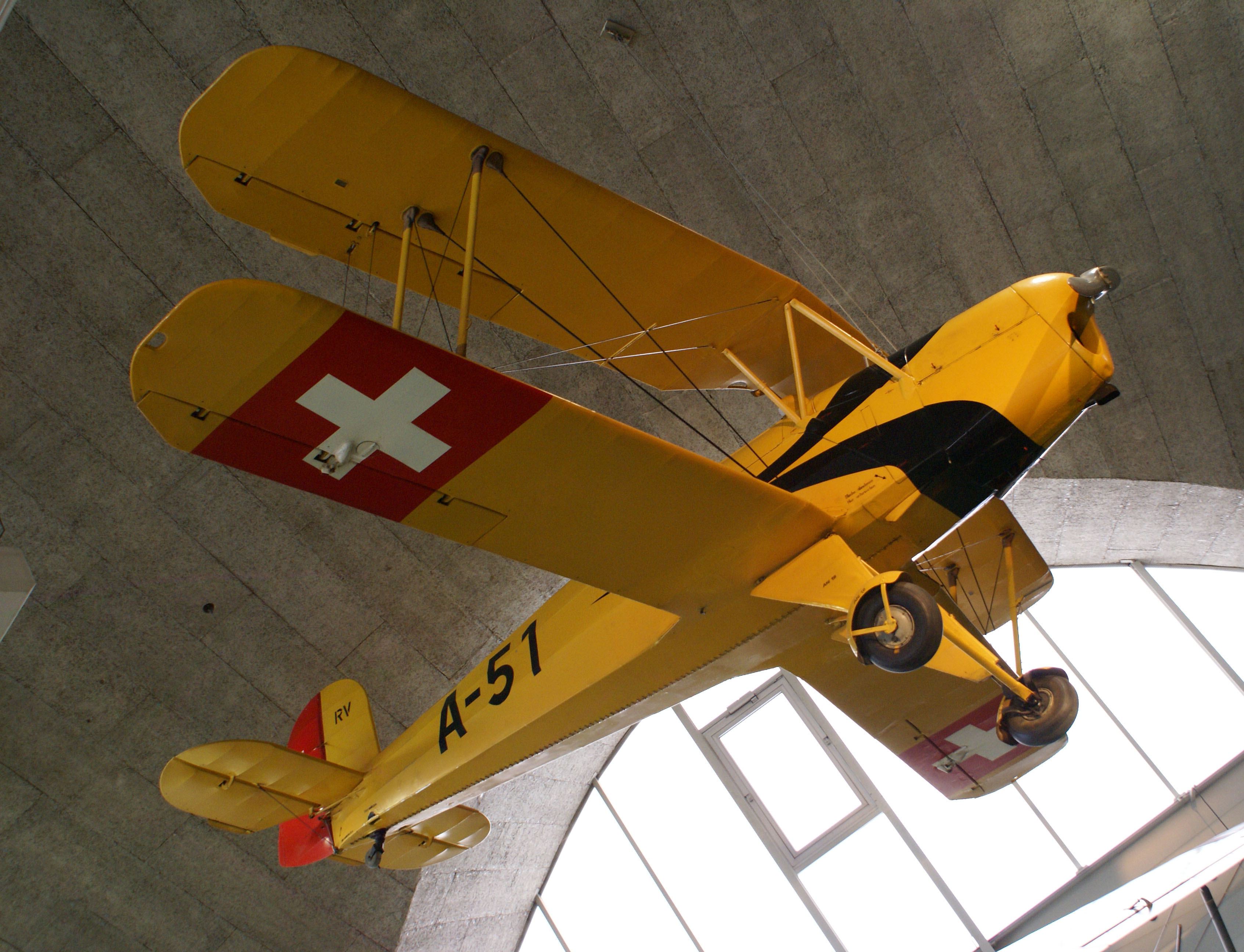
Un Bü 131 B Jungmann delle Forze Aeree Svizzere

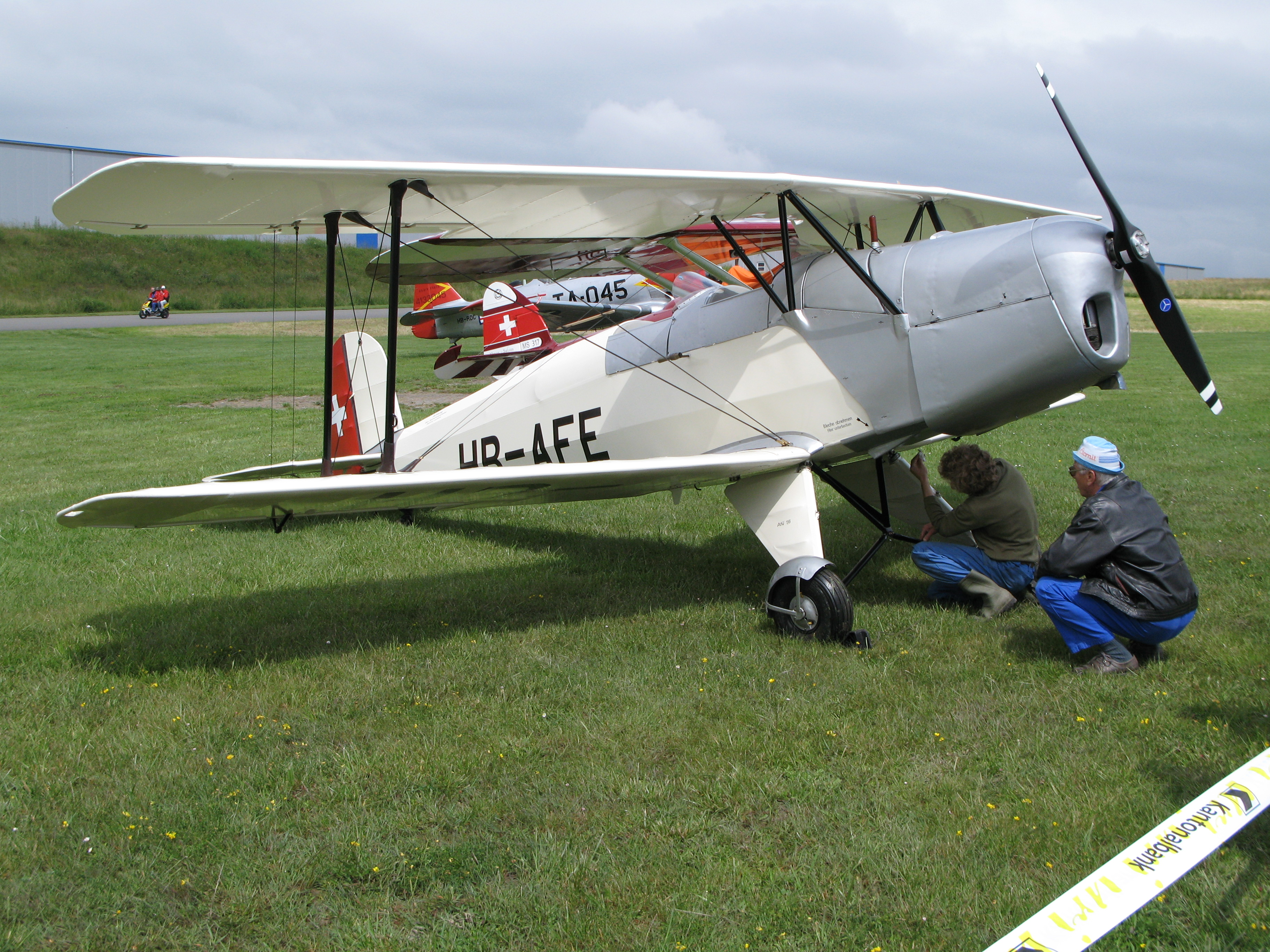
Uno Jungmann del 1938 ancora in condizioni di volo

- Vazhdushnite na Negovo Velichestvo Voiski

 Cecoslovacchia
- Češkoslovenske Letectvo

 Croazia
- Zrakoplovstvo Nezavisne Države Hrvatske
  - Kroatische Luftwaffen Legion

 Finlandia
- Suomen ilmavoimat

 Germania
- Luftwaffe

 Italia
- Regia Aeronautica (prede di guerra jugoslave)

 Jugoslavia
- Jugoslovensko kraljevsko ratno vazduhoplovstvo i pomorska avijacija

 Paesi Bassi
- Koninklijke Luchtmacht

 Romania
- Forțele Aeriene Regale ale României

 Spagna
- Ejército del Aire

 Sudafrica
- Suid-Afrikaanse Lugmag

 Svezia
- Svenska Flygvapnet

 Svizzera
- Forze Aeree Svizzere

 Ungheria
- Magyar Királyi Honvéd Légierő

## Esemplari esistenti

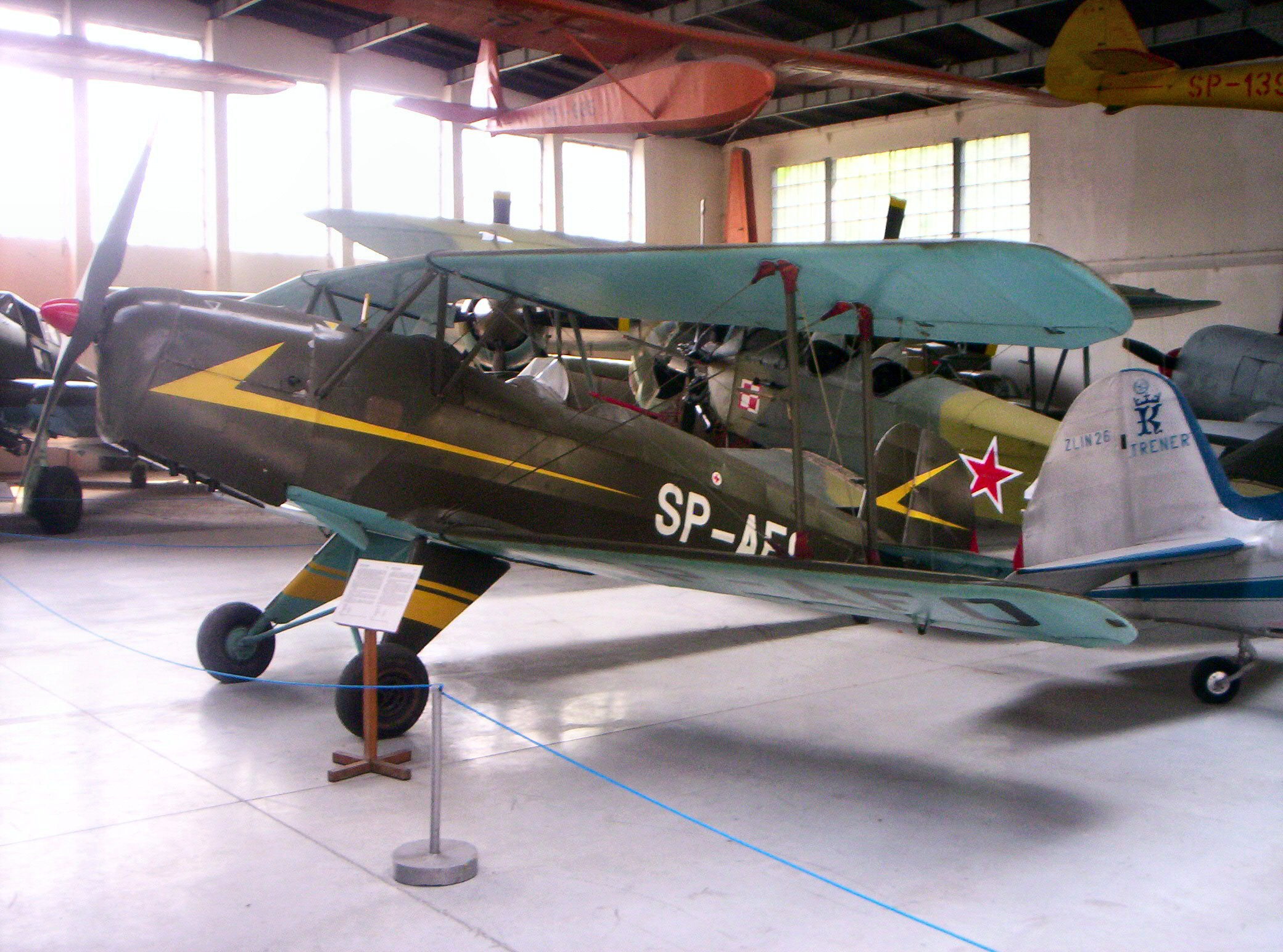
Un Bü 131 B Jungmann esposto nel
Museo dell'aviazione polacca

Sono arrivati a giorni nostri circa 200 Jungmann, moltissimi ancora in condizioni di volo, ivi compresi alcuni immatricolati in Italia, ai quali però in molti casi sono stati applicati motori più moderni. Li si possono ancora ammirare alla guida dei loro attuali proprietari in molte manifestazioni aeree in tutte le parti del mondo.